# 京沪铁路

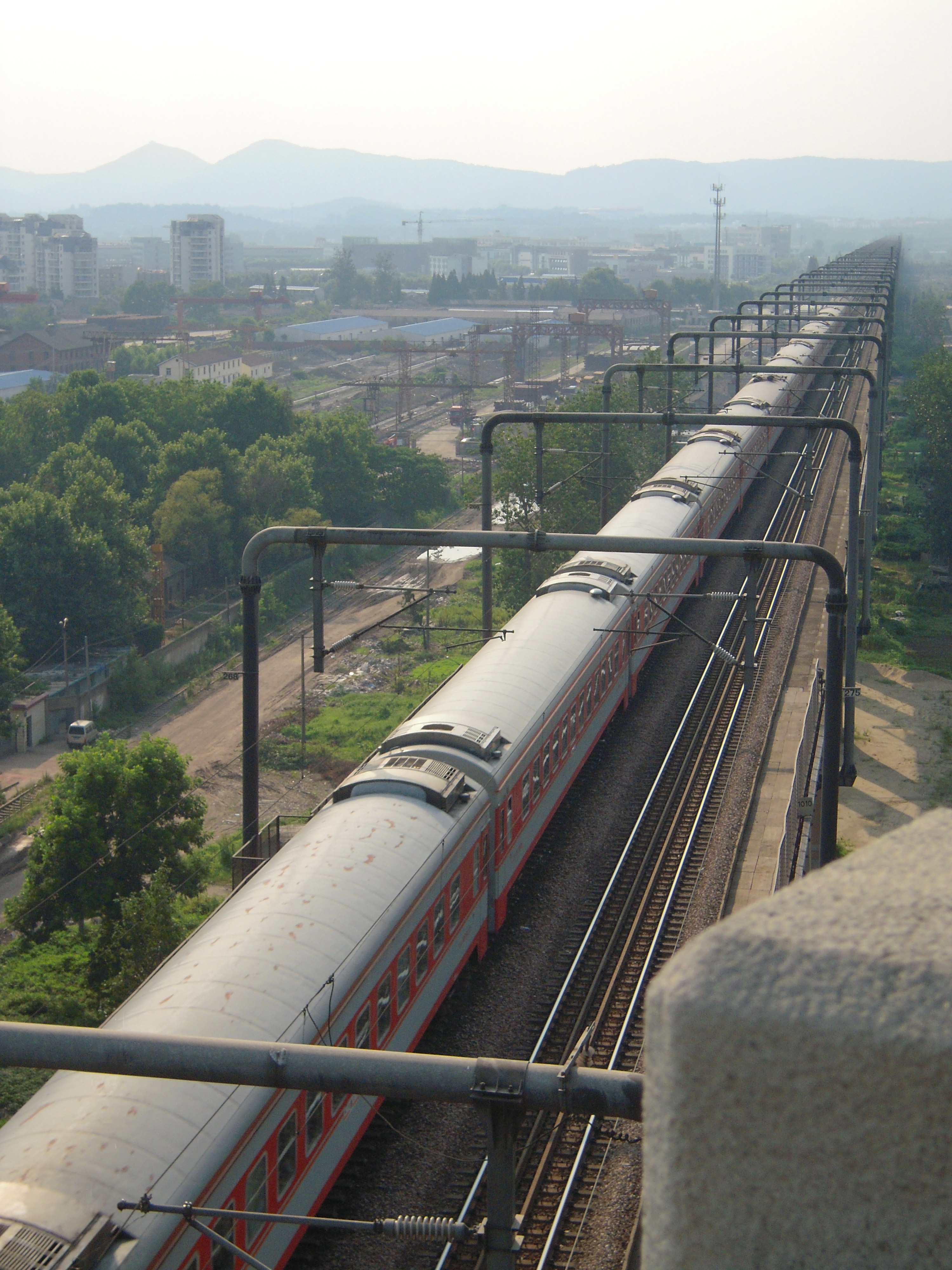
南京长江大桥是京沪铁路的重要节点

京沪线即京沪铁路，指中国从北京通往上海的铁路，由原京山线北京至天津段、津浦线（天津—林场）和沪宁线（南京—上海）组成，1968年南京长江大桥建成、上述三条铁路线接通后遂出现京沪通道的名称，但并非正式营业铁路线。2006年12月31日起，原京山线北京—南仓段、原京山津浦上下行联络线、原津浦线（不含桥南经由济南站至石家庄段）、桥石联络线及原沪宁线合并为京沪线，正式起用“京沪线”的线路名称并开始统一编排里程。
目前京沪铁路实际里程为1451.4公里（经天津西、济南、蚌埠），为全线双线电气化干线铁路。北京—晏城—济西—党家庄—徐州—不经过蚌埠的外绕曹山线—南京—上海，实际里程为1435.1公里。
京沪铁路连接了中国南北最大的两座城市，而且沿途大都为沿海经济发达地带，因此成为中国目前最繁忙的铁路干线之一，是中国“八纵八横”铁路网的组成部分。虽然京沪线已进行过多次改善及扩能工程，但线路运输能力仍然日益飽和，因此興建京沪高速铁路，以缓解运输压力。

## 历史

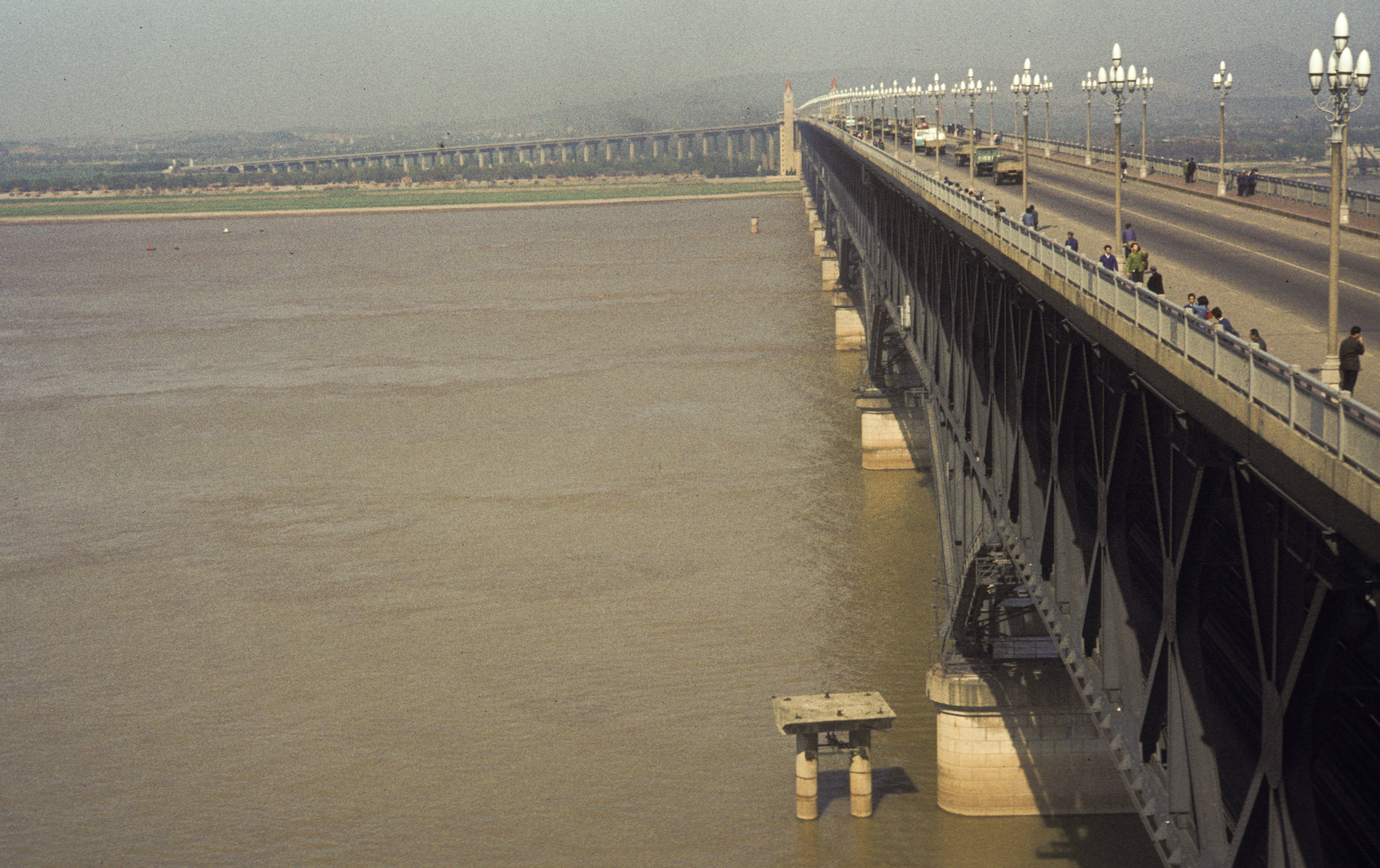
铁路部门于1968年南京长江大桥通车后开始使用“京沪通道”的名称，但京沪线当时并非正式的铁路线名称（图片摄于1982年）

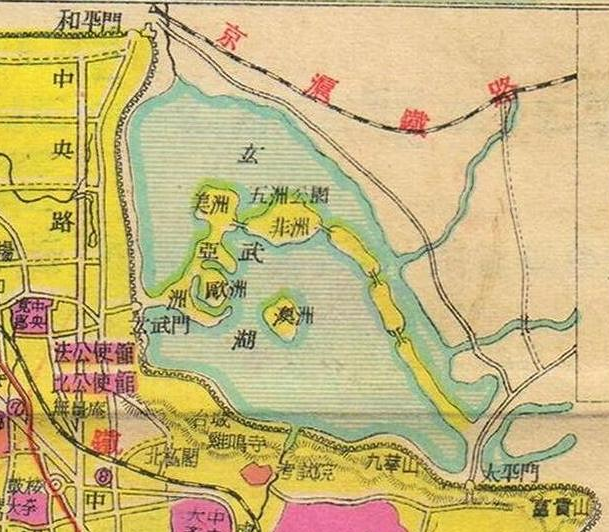
1936年出版的南京市市区地图中标注的京沪铁路是今京沪铁路的南京至上海段——沪宁铁路。

京沪铁路由原京山铁路部分路段、津浦铁路和沪宁铁路于2006年合并而成。铁路线的建设则已历经百年。其中北段原为京山铁路（北京-山海关）的北京至天津段，建于1896年至1901年:15。
中段津浦铁路从天津北站经江苏徐州，原计划向东南直接通向镇江，叫“津镇铁路”，后改方案为向西南经宿州、蚌埠、滁州，然后到南京的浦口（位于长江北岸，即今南京北站），此段也改称为“津浦铁路”，于1908年动工，1912年通车。山东省韩庄为界，以北的山东省内以及北段由德国投资建设，以南的江苏、安徽段由英国投资建设。
南段沪宁铁路从上海到南京下关（今南京西站）于1905年动工，1908年建成，由英国投资建设。1949年10月1日，中华人民共和国政府在北京成立以后，多次对这几段铁路进行维修和改造。1958年6月和9月，分别开始对津浦铁路和沪宁铁路开建复线，但因当时中国大陆地区的财政和资源匮乏，以及文革等各类社会运动的干扰，导致这两段线路分别到1978年和1983年才全线建成。
原津浦铁路和沪宁铁路一直被长江相隔，经坐火车南来北上的旅客需要先下车，乘坐渡轮到长江对岸，再到浦口站或下关站换乘列车才能到达目的地。在1968年南京长江大桥通车后，津浦铁路与沪宁铁路接轨，浦口至下关的6艘火车渡轮也于1973年5月5日全部停航。
2005年5月10日，为了准备以后的中国铁路第六次大提速，京沪铁路部分路段首次进行重大铁路封闭要点施工，开始更换提速钢轨和提速道岔，并改善轨道曲线半径，提速改造后线路最高容许速度可达200公里/小时。
2005年7月1日，京沪铁路开始进行电气化改造。2006年6月20日起全线供电。
2006年6月30日，新华网报道称由株洲电力机车有限公司制造的SS4B1088号货运电力机车牵引一列满载货物的列车，飞驶通过南京长江大桥。这是京沪铁路电气化改造工程完成后的首列运营电气化列车。改造后的京沪电气化铁路，旅客列车运行时速由80公里提高到160公里，部分区段最高可达到200公里；货物运输列车牵引定数由5000吨提高到5500吨，提高了这条铁路通道的运输能力。
2006年7月1日起，京沪铁路正式升级为电气化铁路。同时铁路沿线也陆续加装安全隔离网。
2007年4月18日，第六次铁路大提速范围将在京哈、京沪、京广、京九、陇海、浙赣、兰新、广深、胶济等干线展开，其中，时速160公里及以上提速线路延展里程达1.4万公里，分布在京哈、京沪、京广、京九、武九、陇海等干线；时速200公里线路延展里程达到6003公里，分布在京哈、京沪、京广等干线，其中京哈、京广、京沪、胶济线部分区段时速达250公里。京沪铁路开行既有线动车组列车。列车运行区间包括沪宁间各城市数对、北京—天津数对、济南—北京、上海—北京等，并在之后的调图中陆续开行直通胶济客运专线往青岛、陇海铁路往郑州、合宁铁路往合肥武汉、沪昆铁路往杭州乃至津山铁路往沈阳北的跨线列车。
沪宁城际铁路开通运营后，沪宁段货运能力得到极大释放，上海铁路局在开通后就增开了货运列车20对。
蚌埠市的规划机构一直有搬迁蚌埠站的想法，但是因为成本问题和对京沪铁路可能的影响而未能實現。另外，蚌埠市规划院也倾向将车站建於市中心，以便于市民乘搭列车。同时淮河航道局曾在2012年以为提高淮河干流的通过能力为由建议拆除蚌埠淮河铁路老桥，但因為該大桥的经济、文化及历史意义而遭受多方面的反對。因此，蚌埠淮河大桥和蚌埠站繼續保留。

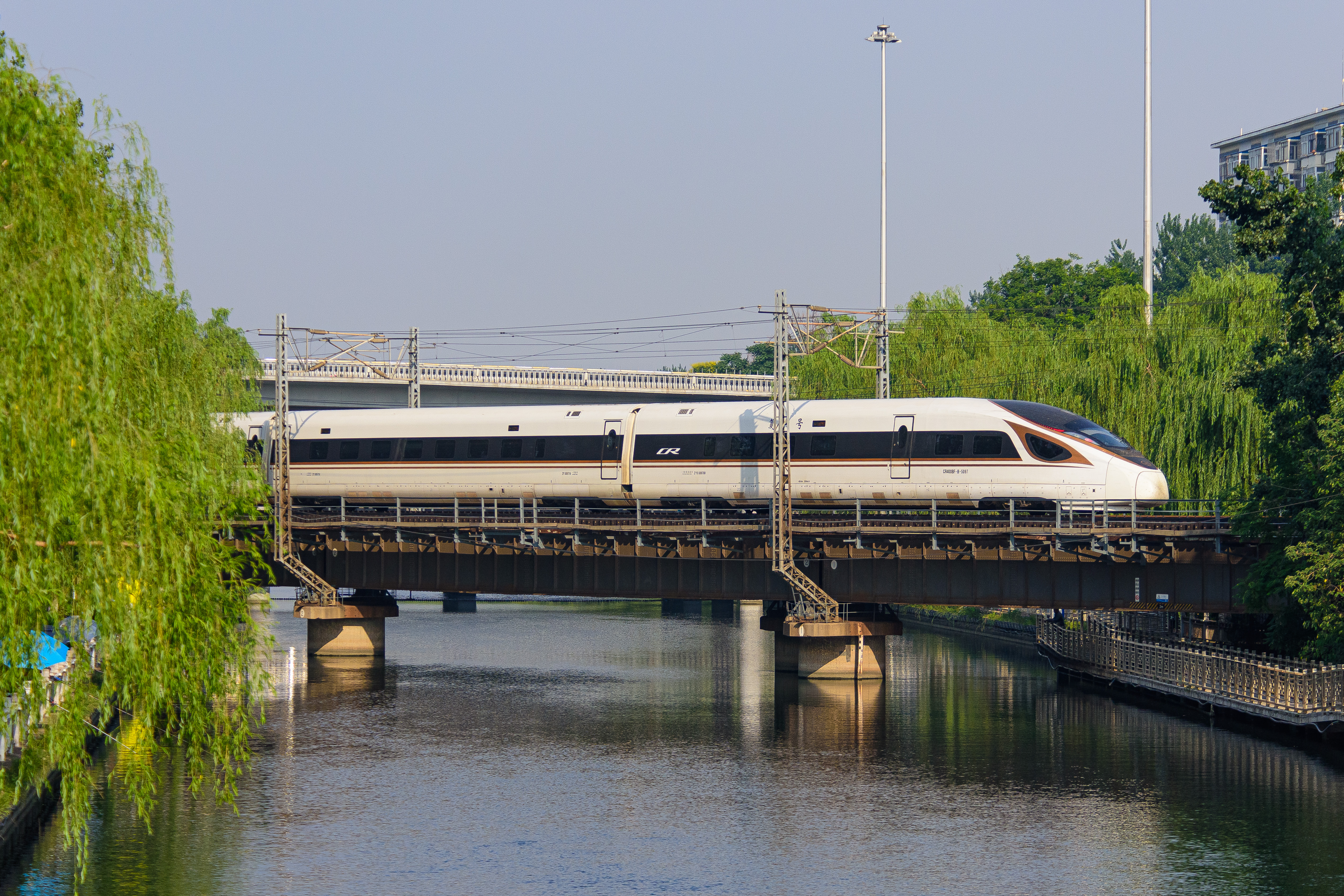
G3次列车驶经京沪既有线玉蜓桥，该列车2024年6月15日由北京南站延长至北京站始发终到

自2019年起，京沪铁路最後一處铁路道口，也就是位於北京市內的柳村道口已改建為地下通道，從此整條京沪铁路已經與道路全面立體交叉，不再存在铁路道口。
2021年11月23日，京沪铁路昆山至陆家浜段4.7公里铁路改造工程项目上行线（北京方向）顺利完成新、老铁路线之间的精准拨接，5时57分，X8074作为首辆列车缓缓驶入新线路，2021年12月23日，启动新建铁路下行线拨接施工，老线被准确抬高27.5厘米和25.7厘米，新老线精准拨接，51861次列车顺利驶入新线路。自此，京沪铁路昆山段列车改走新铁路桥，昆山站至陆家浜站间线路设计时速将从160km/h提高到200km/h，京沪铁路昆山段开启“新线时代”。
2024年6月15日，京沪高速铁路部分列车从北京南站高速场经由京沪既有线延长至北京站始发终到，北京电务段为此对北京南高速场-北京站一段的列控系统进行了改造。

## 线路

### 三线区间
1980年代，京山线京津区间（简称小京山）客货运输不断增长，造成运输能力紧张。经过多方反复讨论后，铁道部于1982年1月审批了京津三线的计划书，该计划中黄土坡至南仓间新建第三线位于既有下行线一侧:17。京津三线工程于1985年开工，1987年9月建成北京枢纽黄土坡-黄村站区间，当年11月投用；天津枢纽北仓-南仓区间于1989年底投入运营，而剩余区间则于1990年全部建成。目前在京津第三线运行的主要为慢车、超限、单机等特殊列车。
由于既有津浦铁路济南-泰山区间有数个长坡道，影响运输能力，铁道部和济南铁路局决定在党家庄-崮山、青杨-界首间增建第三线。济泰第三线工程于1992年4月开工，1994年10月竣工，并于1995年7月开通投产。济泰第三线为下行货物列车运行线，中间设4个线路所。2001年10月铁路部门对该段进行续建工程，撤销第三线上原有的线路所并将其引入既有津浦线的车站。工程于2002年12月竣工投用。
在淮河退堤工程施工期间，铁路部门建成蚌埠-蚌埠东第三线，以缓解淮河铁路大桥改造期间该区间运输紧张的局面，于1988年10月建成使用。另外，作为南京铁路枢纽工程的一部分，原津浦线南京至南京东第二复线工程于1986年8月开工，1988年8月和12月先后开通南京-兴卫村、和兴卫村-南京东区间:242。

### 外绕线
济南铁路是原津浦铁路的一段正线，北起桥南站，经过北园站和济南站，最后到达党家庄站。1958年原津浦铁路济南段进行复线勘测时，勘测单位中铁大桥局认为既有泺口大桥已不适合进行扩建，应在济南枢纽另建双线新桥及编组站。铁道部于1958年12月同意了该枢纽计划。但由于政治及经济因素，该外绕线工程经过多次修改后于1975年方正式开工，1976年完成晏党上行线。1977年完成晏党间、水白间和党白间双线工程，同时新建桥南-北园区间线路。2007年，铁道部为京沪铁路安排里程时，桥南-党家庄联络线被划为了今京沪铁路的正线，而桥党联络线以东的老线则被命名为济南铁路，并成为了京沪铁路和济南铁路地区的一段联络线，列车可通过此线前往邯济铁路和膠濟鐵路。
1985年开工徐州枢纽改建工程新建设徐州枢纽客货外绕正线，其中徐州北站货车南、东到发正线经由徐州站东侧的徐州南站并接入高家营站；徐州站北到、发正线外包徐州北编组站，于1990年完工投用。
蚌埠铁路枢纽扩建工程规划新建曹老集站至蚌埠东站、经由蚌埠淮河铁路新桥的曹山线。工程于1971年动工、1975年6月完工通车。曹山线建成后，津浦线（现京沪线）的货物列车遂经由新桥和曹山线过河:47, 216-7。

## 运营

### 客运
尽管京沪高铁（2011年开通）分流了大部分长途客流，但既有京沪铁路仍承担以下客运任务：
- 普速列车：开行T字头（特快）、K字头（快速）、Z字头（直达）和部分普快列车，服务对价格敏感或沿线中小城市的旅客。
- 区域通勤：在京津冀、山东半岛、长三角等城市群内曾开行短途城际列车，如北京—天津、南京—上海等区间车次[35][36][37][38]。
- 动集列车：全线采用型复兴号CR200J型动车组，提升普速线路的舒适性和时效性。

### 货运
京沪铁路是华北与华东地区物资运输的大动脉，主要承运煤炭、钢铁、建材、粮食等大宗货物，以及集装箱运输。其货运量常年位居全国前列，尤其山东、江苏段的能源运输需求旺盛。近年来，随着铁路货运改革，京沪线逐步推广“重载化”运输，部分区段开行万吨级重载列车，提升运输效率。

## 事故
- 2007年12月10日14时30分，京沪铁路黄土坡站到黄村站区间，某工区工长仝某，带领姚某，李某和张某进行桥下接触网设备测量和清雪作业，14时40分，张某在测量接触网参数时，被北京站到图们站的K215次列车撞飞，当场死亡[40]。
- 2008年12月6日13时57分，上海铁路局徐州机务段的东风7C型5046号机车，由徐州北站出库后准备前往辅助场进行调车作业时，由于司机不确认信号并连续越过两架关闭的调车信号机，在京沪铁路上行正线一道岔处与正在通过的徐州站至哈尔滨站的1470次列车发生侧面冲突，造成机车小破2台、车辆小破11辆，耽误1470次列车2小时26分钟，构成铁路交通一般B类事故。

## 未来发展
根据《南京市铁路枢纽总图规划（2016-2030）》，京沪铁路未来将建成南京外绕线，使列车（以货车为主）在栖霞区龙潭附近过江，在绕行至六合区后再汇入主线，以减轻对市区的噪音和粉尘污染。同时，龙潭站将从一个小站改造为具备铁路、水路、陆路联运能力的物流节点。
根据《南京北站综合交通枢纽集疏运体系规划》，京沪铁路列车将停靠南京北站。